# Senta (općina)
Općina Senta je jedna od općina u Republici Srbiji. Nalazi se u AP Vojvodini i spada u Sjevernobanatski okrug. Po podacima iz 2004. općina zauzima površinu od 293 km² (od čega na poljoprivrednu površinu otpada 26.593 ha, a na šumsku 114 ha). 
Centar općine je grad Senta. Općina Senta se sastoji od 5 naselja. Po podacima iz 2002. godine u općini je živjelo 25.568 stanovnika, a prirodni priraštaj je iznosio -8.5 %. Po podacima iz 2004. broj zaposlenih u općini iznosi 6.223 ljudi. U općini se nalazi 6 osnovnih i 3 srednje škole.

## Naseljena mjesta
- Bogaraš
- Gornji Breg
- Kevi
- Senta
- Tornjoš